# Issiaga Soumah
Pour les articles homonymes, voir Soumah.
Issiaga Soumah (né le 14 mai 1974 à Conakry) est un footballeur guinéen, milieu de terrain. Il a porté les couleurs de l'AS Angoulême (1999-2001) avant de porter les couleurs du Tours FC qu'il a aidé à faire monter en ligue 2, avant de vivre une dernière saison difficile. 
Il possède aussi un passeport français.

## Carrière
- 1991-1997 : AS Kaloum Star ( Guinée)
- 1997-1998 : Club sportif de Hammam Lif ( Tunisie)
- Juillet 1998-Décembre 1998 : AS Kaloum Star ( Guinée)
- Janvier 1999-Juillet 1999 : Football Canon 105 de Libreville ( Gabon)
- 1999-2001 : AS Angoulême ( France)
- 2001-2007 : Tours FC ( France)

## Palmarès
- Championnat de Guinée de football : 1993, 1995 et 1996
- Championnat du Gabon de football : 1999
- Coupe de Guinée de football : 1997